# Gampsorhynchus
Gampsorhynchus är ett litet fågelsläkte i familjen marktimalior inom ordningen tättingar. Släktet omfattar endast två arter som förekommer från Indien och Vietnam:
- Vithuvad timalia (G. rufulus)
- Halsbandstimalia (G. torquatus)